# Attentat de Damas du 18 juillet 2012
Pour les articles homonymes, voir attentat de Damas.
L’attentat du 18 juillet 2012 à Damas est un événement de la guerre civile syrienne qui a  lieu au siège de la Sécurité nationale dans la capitale syrienne, faisant cinq morts, dont quatre dignitaires du régime syrien.
La télévision d'État syrienne indique qu'il s'agissait d'un attentat-suicide alors que l'opposition affirme qu'il s'agit d'une bombe activée à distance. Le responsable serait un garde du corps. L'attentat, qui visait de hauts responsables du régime syrien, a été revendiqué par l'Armée syrienne libre, avant rétractation, ainsi que par le groupe salafiste Liwa al-Islam. L'hypothèse d'une manipulation interne au régime est également évoquée.

## Victimes
Sont décédés lors ou à l'issue de cet attentat :
- Le ministre de la Défense Daoud Rajha[2],[3]
- le vice-ministre syrien de la Défense et beau-frère du dirigeant syrien Bachar el-Assad, Assef Chaoukat[4],[5]
- l'assistant du vice-président, Hassan Turkmani[6]
- le chef de la Sécurité nationale, Hicham Ikhtiar (mort des suites de ses blessures deux jours plus tard[7])
- le général Amin Charabeh, chef adjoint de la cellule visée, est donné pour mort près de 10 jours plus tard par le site internet All4Syria[8]

Ont été blessés lors de cet attentat :
- le ministre de l'Intérieur Mohammed Ibrahim al-Chaar
- le secrétaire national du parti Baas Mohammad Saïd Bakhtian.

Le colonel Hafez Makhlouf est annoncé mort ou blessé selon les sources.

## Autre hypothèse
Quelques jours après l'attentat, la rumeur circule qu'il pourrait s'agir d'une manipulation organisée par le régime syrien, elle est notamment évoquée par le journal Le Monde, sans aucun indice manifeste, selon Frédéric Pichon. Plusieurs spécialistes considèrent cette hypothèse comme plausible, l'universitaire Thomas Pierret affirme ne pas y croire, car les inconvénients à éliminer ces hauts gradés seraient selon lui plus importants pour le régime que les avantages.
Selon le journaliste américain Michael Weiss et l'universitaire syrien Hassan Hassan : « Si cet assassinat a été considéré au départ comme l'œuvre des rebelles syriens qui avaient infiltré la cellule, de nouveaux éléments ont révélé une origine interne, en l'occurrence la ligne dure anti-Chaoukat soutenue par l'Iran, qui militait pour un dialogue avec l'opposition anti-Assad ». L'ancien général syrien Mohamad Khalouf affirme croire à la responsabilité des forces iraniennes.